# Samuel De Oliveira
Samuel De Oliveira, né le 5 mars 2003 à L’Aigle (Orne), est un développeur informatique et ancien cuisinier français. Après avoir exercé plusieurs années dans la restauration traditionnelle, il s’est réorienté vers le domaine du numérique en créant son entreprise individuelle DreamSide, spécialisée dans le développement informatique et la création de solutions numériques.

## Biographie

### Jeunesse et formation
Samuel De Oliveira naît le 5 mars 2003 à L’Aigle, dans le département de l’Orne.
De 2015 à 2018, il suit sa scolarité au collège Françoise Dolto où il obtient le diplôme national du brevet.
Passionné par la gastronomie, il choisit de poursuivre sa formation au 3ifa d’Alençon, où il prépare un CAP Cuisine entre 2018 et 2020.
Ce cursus comprend des enseignements théoriques (gestion, sciences, technologie culinaire) et pratiques, notamment des stages en entreprise.
Durant cette période, il effectue plusieurs stages à l’Auberge Saint Michel (Saint-Michel-Tubœuf), un établissement de restauration traditionnelle où il apprend les bases du métier.

### Carrière dans la restauration
De 2018 à 2021, il travaille à l’Auberge Saint Michel, d’abord comme apprenti puis comme commis de cuisine.
Ses missions incluent :
- la préparation des plats de cuisine française traditionnelle,
- le dressage des assiettes et la cuisson,
- la gestion des stocks et du contrôle qualité des arrivages,
- la participation à l’élaboration de la carte en collaboration avec le chef.

En 2024, il rejoint le restaurant McDonald’s de L’Aigle comme équipier polyvalent. Il y assure à la fois la préparation des produits, la logistique interne et la livraison.

### Reconversion dans l’informatique
Dès son adolescence, Samuel De Oliveira s’intéresse à l’informatique, notamment au jeu vidéo Minecraft et au développement web.
Autodidacte, il apprend la programmation en pratiquant le Java (plugins Minecraft) et le JavaScript/TypeScript (bots Discord et API).
En août 2022, il fonde DreamSide, une auto-entreprise spécialisée dans le numérique. Son objectif est de proposer des prestations de développement adaptées aux besoins de petites entreprises, de communautés en ligne et de particuliers.

### Projets informatiques et numériques
- Plugins Minecraft :   Samuel développe plusieurs plugins originaux pour des serveurs communautaires, dont :
  - un jeu multijoueur de type Dé à coudre/Thimble,
  - un mini-jeu inspiré de la licence Danganronpa, intégrant API et systèmes narratifs complexes,
  - des outils de gestion de chambres, de téléportations relatives et d’événements multijoueurs sur Minecraft (Paper 1.20+ et 1.21+).
- Bots Discord :   Il conçoit des bots intégrés à des bases de données et services tiers (dont CalDAV/Nextcloud) pour automatiser la gestion d’événements et d’équipes.
- Développement web et API :   En 2025, il débute la création d’une API centralisée en NestJS destinée à relier serveurs Minecraft, bots Discord et bases SQL.   Cette API comprend des systèmes d’authentification sécurisée (JWT, refresh tokens, API keys).

## DreamSide
Fondée en août 2022 et enregistrée en tant qu’auto-entreprise, DreamSide regroupe les activités numériques de Samuel De Oliveira.
Ses services comprennent :
- le développement de sites web personnalisés,
- la création de plugins Minecraft,
- la conception de bots Discord,
- des prestations liées à la mise en place de solutions logicielles adaptées.

## Compétences
Samuel De Oliveira est reconnu pour sa capacité d’apprentissage rapide, son esprit créatif et sa polyvalence.
Il maîtrise :
- Langages : Java, JavaScript, TypeScript
- Bases de données : MySQL
- Formats : XML, JSON
- Frameworks : NextJS, Express.js
- Outils : Git, Docker, Nextcloud

## Vie personnelle
Passionné par les nouvelles technologies, il combine son expérience passée dans la restauration avec son goût pour l’innovation numérique.
Il pratique également la musique et s’intéresse à la création de projets communautaires en ligne.
1. ↑  « Société MONSIEUR SAMUEL DE OLIVEIRA (919276055) à L'AIGLE (61300). », sur societe.com, 11 juin 2025 (consulté le 18 août 2025)
2. ↑  « Société MONSIEUR SAMUEL DE OLIVEIRA (919276055) à L'AIGLE (61300). », sur societe.com, 11 juin 2025 (consulté le 18 août 2025)
3. ↑  « Monsieur Samuel De Oliveira (61300) : siret, siren, TVA, adresse... », sur entreprises.lefigaro.fr (consulté le 18 août 2025)
4. ↑  « La formation le plus court chemin vers l'emploi. », sur 3ifa (consulté le 18 août 2025)
5. ↑  « Auberge St Michel | restaurant 61300 | 3 Le Lesme, Saint-Michel-Tubœuf, France », sur aubergestmichel61.fr (consulté le 18 août 2025)
6. ↑  « Société MONSIEUR SAMUEL DE OLIVEIRA (919276055) à L'AIGLE (61300). », sur societe.com, 11 juin 2025 (consulté le 18 août 2025)
7. ↑  « Société MONSIEUR SAMUEL DE OLIVEIRA (919276055) à L'AIGLE (61300). », sur societe.com, 11 juin 2025 (consulté le 18 août 2025)